# Minotaur-klass (1943)
Minotaur-klassen, eller Swiftsure-klassen efter att det första fartyget i klassen såldes till Kanada och döptes om, var en klass av lätta kryssare i Royal Navy som byggdes under andra världskriget. De utformades som en modifierad version av Fiji-klassen med krigstida anpassningar och godkändes 1941. Men trots den stora mängden kryssare som förlorades det året och det följande året hade byggandet av denna nya klass en relativt låg prioritet och endast tre av de planerade nio var i tjänst vid krigets slut. De spelade ingen större roll i andra världskriget, även om Swiftsure, som flaggskepp för den brittiska Stillahavsskvadronen, valdes ut av amiral Cecil Harcourt för att hissa sin flagga vid den japanska kapitulationen i Hongkong.
Superb färdigställdes enligt en något annorlunda design än de två första fartygen, arbetet med tre fartyg avbröts och de tre sista byggdes så småningom enligt en annan design och bytte namn till Tiger-klassen.

## Design
Klassen skulle ursprungligen ha bestått av nio fartyg som påbörjades 1943, men i slutet av andra världskriget var endast Minotaur, Swiftsure och Superb färdiga, medan de andra fortfarande var under konstruktion. Minotaur överfördes till den kanadensiska flottan och döptes om till Ontario. Även om de grundläggande specifikationerna och den ursprungliga beväpningen endast var en liten utvidgning av Fiji-klassen med ett extra 10,2 cm dubbeltorn, representerade klassen ett betydande framsteg mot mer sofistikerad vapenkontroll och integrering av ledning och styrning. År 1944 representerade de sju Minotaur-kryssarna som var under konstruktion fyra olika grupper, som var så pass olika att de troligen borde betraktas som fyra separata klasser av kryssare. Swiftsure introducerade den pålitliga Typ 274 radarn, som ökade precisionen hos huvudbestyckningen. Superb, andra fartyget i klassen, utökades med ett Typ 275 radarsystem för luftvärnseldledning. Den tredje gruppen, Tiger-gruppen, byggdes redan ganska tidigt i sin utveckling med ett annorlunda huvudbatteri bestående av tre Mk 24 torn med tre 15,2 cm allmålskanoner vardera, som kunde höjas till 60 grader och som automatiskt kunde följa mål med hjälp av en Typ 274/275 radar. Dessa kanoner och de för Hawke, det fjärde fartyget i gruppen, var nästan färdiga i slutet av 1946 och förvarades i Rosyth fram till slutet av 1950-talet som alternativ till de automatiska Mk 26 dubbel 15,2 cm kanoner som så småningom monterades. Hawke representerade en vidareutveckling och skrotades överraskande nog under konstruktion i slutet av 1945, med sina pannor och sitt maskineri färdiga och sina kanoner nästan färdiga.
Tre av fartygen färdigställdes på 1960-talet som kryssare i Tiger-klassen. Två fick helikopteranläggningar och luftvärnsrobotar för att bli "helikopter- och ledningskryssare" under 1970-talet.

## Modifieringar
Swiftsure färdigställdes med sexton dubbla och sex enkla 20 mm automatkanoner, men alla enkel- och åtta av dubbelkanonerna togs bort sommaren 1945, då hon i stället fick åtta dubbelmonterade Bofors 40 mm automatkanoner och fem enkelmonterade 40 mm Bofors Mk III. HMCS Ontario (f.d. Minotaur) färdigställdes med samma lätta luftvärn som Swiftsure, och rapporteras ha varit utrustade med sex 40 mm och sex 20 mm kanoner vid krigsslutet, alla i enkelmontage. Superb färdigställdes inte förrän efter fientligheternas slut och hade ett lätt luftvärn som bestod av åtta enkla 40 mm Mk III-kanoner, två enkla 40 mm "pom-pom" kanoner, fyra dubbla handmanövrerade 20 mm kanoner och två enkla 20 mm kanoner.
Efter en kollision mellan Swiftsure och jagaren Diamond i Västindien 16 september 1953 byggdes Swiftsure till stor del om enligt samma mönster som ombyggnaden av Belfast 1956–1959. Trots att arbetet med Swiftsure var i stort sett slutfört placerades hon i reserv i stället för att utrustas med den enda tillgängliga beväpningen, vilket var dess ursprungliga och personalkrävande tredubbla 15,2 cm kanoner, två dubbla 10,2 cm kanoner och ett par L/60 Bofors kanoner som skulle ha styrts av ett sexkanals MRS8-eldledningssystem som levererades av USA. Planen från 1953 att modernisera fartyget med de nya dubbla 7,6 cm 70-kalibriga tvillingkanonerna förkastades runt 1954 eftersom Swiftsure′s bredd på 19 meter inte gav tillräckligt med utrymme, och kostnaden för en fullständig rekonstruktion av Superb till Tiger-klass, med dess fullständiga nya beväpning, ansågs för dyr. De nya dubbla 7,6 cm fästena var experimentella och det var långt ifrån säkert att de någonsin skulle bli tillräckligt tillförlitliga för att vara effektiva. En mer begränsad uppdatering av Swiftsure och Superb med nya L/70 Bofors som avfyrade granater med zonrör godkändes och avbröts sedan, eftersom kostnaden för Swiftsure′s modernisering visade sig vara för stor, och det stod klart att det skulle krävas en konvertering från likström till växelström för att montera de fyra L/70-fästena, vilket ansågs vara för dyrt på ett fartyg med endast halva livslängden kvar. Man övervägde alternativ med Typ 965-radarn på dess nya fackverksmast och en datalänk. Kostnaden för att färdigställa kryssarna i Tiger-klassen (35 miljoner pund) var en viktig politisk fråga, liksom att de nya automatiska kanonerna kärvade. Kanonernas problem åtgärdades delvis 1958, men först efter att ha åsamkat projektets trovärdighet stor skada. Färdigställandet av Lion och Blake riskerade att stoppas i början av 1960, och kryssare med automatiska kanoner ansågs föråldrade i USA och Sovjetunionen. Problem med sprickbildning som uppstod vid uppdateringen av Swiftsure till följd av kollisionen med jagaren Diamond fördröjde ombyggnaden, ökade kostnaderna och omöjliggjorde återtagande vid samma tidpunkt som Belfast. 1960 var det för dyrt att återgå i tjänst med endast kryssarbestyckning från andra världskriget, men det fanns inga lämpliga moderna vapen att montera och mer än en miljon pund hade redan spenderats på Swiftsures "ombyggnadsprojekt" i början av 1959, huvudsakligen på strukturella modifieringar snarare än förbättrade vapen och elektronik. Mellan 1959 och 1960 kämpade Royal Navy hårt för att behålla Swiftsure för att bygga om henne till en helikopterkryssare. Denna design implementerades i stort sett ett decennium senare på dess halvsystrar Tiger och Blake. Avsikten var att ge mer utrymme på hangarfartygen för jakt- och attackflygplan.

## Skepp i klassen
| Namn                             | Fartygsnummer | Varv                    | Kölsträckt        | Sjösatt          | Färdigställd     | Öde                                                                               |
| -------------------------------- | ------------- | ----------------------- | ----------------- | ---------------- | ---------------- | --------------------------------------------------------------------------------- |
| Minotaur                         | 53            | Harland & Wolff         | 20 november 1941  | 29 juli 1943     | i.u.             | Överförd till den kanadensiska flottan i juli 1944 som HMCS Ontario. Skrotad 1960 |
| Swiftsure                        | 08            | Vickers-Armstrong       | 22 september 1941 | 4 februari 1943  | 22 juni 1944     | Skrotad 1962                                                                      |
| Superb                           | 25            | Swan Hunter             | 23 juni 1942      | 31 augusti 1943  | 16 november 1945 | Skrotad 1960                                                                      |
| Hawke                            | 27            | HM Dockyard, Portsmouth | 1 juli 1943       | i.u.             | i.u.             | Avbeställd 1946                                                                   |
| Bellerophon (ex-Tiger, ex-Blake) | 50            | Vickers-Armstrong       | augusti 1944      | i.u.             | i.u.             | Avbeställd 1946                                                                   |
| Blake (ex-Tiger)                 |               | Fairfield               | 17 augusti 1942   | 20 december 1945 |                  | Ombyggda till Tiger-klass kryssare                                                |
| Defence                          |               | Scotts                  | 24 juni 1942      | 2 september 1944 |                  | Ombyggda till Tiger-klass kryssare                                                |
| Bellerophon (ex-Blake)           |               | John Brown              | 1 oktober 1941    | 25 oktober 1945  |                  | Ombyggda till Tiger-klass kryssare                                                |
| Mars                             |               |                         |                   |                  |                  | Avbeställd 1946                                                                   |